# Pavinec
Pavinec (Jasione) je rod dvouděložných rostlin z čeledi zvonkovité, zastoupený v ČR jediným druhem, v Evropě a Malé Asii pak přibližně 20 druhy.

## Popis
Pavinec je jednoletá, dvouletá nebo vytrvalá bylina s přímou, větvenou nebo nevětvenou lodyhou. Lodyžní listy jsou obvykle jednoduché, přízemní dlouze řapíkaté. Květy nevelké, přisedlé nebo krátce stopkaté, bez listenců, vytvářejí hlávky. Kalich z pěti lístků, koruna s pěti cípy. Plodem je tobolka.

## Biologické a ekologické charakteristiky vČesku rostoucího druhu
Květy v ČR rostoucího druhu – pavince chlumního (Jasione montana) jsou charakterizovány protandrií (tyčinky v květech dozrávají dříve než pestíky), entomogamií, alogamií (blizny jsou opylovány pylem z jiného květu téže nebo cizí rostliny) a anemochorií. Pavinec chlumní v ČR roste roztroušeně na většině území, zvláště na písčinách, v borech, na pastvinách, náspech i dalších druhotných místech výskytu.

## Evropské druhy
.
- Jasione bulgarica
- Jasione corymbosa
- Jasione crispa
- Jasione heldreichii
- Jasione laevis
- Jasione lusitanica
- Jasione montana
- Jasione penicillata